# STS-26
STS-26 fue la misión número 26 del programa del transbordador espacial estadounidense y séptima del transbordador Discovery, siendo la primera misión después del desastre del transbordador espacial Challenger el 28 de enero de 1986. EL objetivo principal de la misión era desplegar un satélite de comunicaciones  TDRS-3. Se lanzó desde el Centro Espacial Kennedy en la Florida  el 29 de septiembre de 1988 y aterrizó cuatro días más tarde en la pista 17 de la Base Aérea Edwards en California.

## Tripulación
| Puesto                   | Astronauta                      | Astronauta                      |
| ------------------------ | ------------------------------- | ------------------------------- |
| Comandante               | Frederick H. Hauck Tercer vuelo | Frederick H. Hauck Tercer vuelo |
| Piloto                   | Richard O. Covey Segundo vuelo  | Richard O. Covey Segundo vuelo  |
| Especialista de misión 1 | John M. Lounge Segundo vuelo    | John M. Lounge Segundo vuelo    |
| Especialista de misión 2 | George D. Nelson Tercero vuelo  | George D. Nelson Tercero vuelo  |
| Especialista de misión 3 | David C. Hilmers Segundo vuelo  | David C. Hilmers Segundo vuelo  |

## Parámetros de la misión
- Masa:[1]
  - Orbitador al despegue: 115.487 kg
  - Orbiter al aterrizaje: 88.078 kg
  - Carga: ~  21.082  kg
- Perigeo: 301 km
- Apogeo: 306 km
- Inclinación: 28,5°
- Periodo: 90,6 min